# High Society (film, 2018)
Pour les articles homonymes, voir High Society.
Pour plus de détails, voir Fiche technique et Distribution.
High Society (hangeul : 상류사회 ; RR : Sangryoosahui, litt. « Haute société ») est un film dramatique sud-coréenne écrit et réalisé par Daniel H. Byun, sorti en 2018.

## Fiche technique
Sauf indication contraire ou complémentaire, les informations mentionnées dans cette section peuvent être confirmées par la base de données KoBiz
- Titre original : 상류사회
- Titre international et français : High Society
- Réalisation et scénario : Daniel H. Byun
- Décors : Choi Ji-yeon
- Costumes : Kwark Jeong-ae
- Photographie : Park Se-seung
- Son : Park Joo-gang et Park Yong-ki
- Montage : Kim Hyeong-joo
- Musique : Jang Young-kyu
- Production : Kim Chul-yong, Jang Mi-ae et Kang Kwan-ho
- Société de production : Hive Media Corp.
- Sociétés de distribution : Lotte Entertainment (Corée du Sud) ; Netflix (international)
- Pays d’origine :  Corée du Sud
- Langue originale : coréen
- Format : couleur
- Genre : drame
- Durée : 119 minutes (version longue : 137 minutes)
- Date de sortie :
  - Corée du Sud : 29 août 2018
  - Monde (Netflix) : 29 janvier 2019

## Distribution
- Park Hae-il : Jang Tae-joon
- Soo Ae : Oh Soo-yeon
- Yoon Je-moon : Han Yong-seok
- Ra Mi-ran : Lee Hwa-ran
- Lee Jin-wook : Shin Ji-ho
- Kim Gyu-sun : Park Eun-ji
- Han Joo-young : Min Hyeon-ah
- Kim Kang-woo : Baek Kwang-hyoon

## Production
Le tournage débute 1er novembre 2017 et s’achève le 11 janvier 2018